# Hafen Vahldorf
Der Hafen Vahldorf ist ein Binnenhafen auf dem Gebiet der Gemeinde Niedere Börde im Landkreis Börde, Sachsen-Anhalt.

## Geographie
Der Hafen liegt unmittelbar südwestlich von Vahldorf an der Bundeswasserstraße Mittellandkanal (MLK) bei Kilometer 307,4 Süd auf einer Höhe von 56 m ü. NN. 600 m westlich des Hafens besteht eine
Wendebucht für Schubverbände bis 150 m Länge, die auch eine öffentliche Slipstelle für Kleinfahrzeuge bietet.

## Geschichte
In den späten 1930er Jahren wurde das Teilstück des Mittellandkanales von Wolfsburg in Richtung Magdeburg gebaut, jedoch entstand bei Vahldorf zunächst keine eigene Ladestelle.
Erst nach der Wende wurde 1994 der Hafen mit leistungsfähigen Umschlags-, Lager- und Siloeinrichtungen gebaut. Seit 1997 werden die Anlagen von der Magdeburger Getreide GmbH betrieben. Nach weiteren Ausbau- und Ertüchtigungsarbeiten, die auch das Befahren des Kanales mit Großmotorgüterschiffen und Schubverbänden bis zu 185 m Länge ermöglichten, wurden die Hafenanlagen 2001 und 2007 nochmals erweitert.

## Gewerbe und Infrastruktur
Heute stehen am Hafen Vahldorf ein Portalkran mit 11 t Hubvermögen, Förderbänder, Flurförderzeuge, Umschlagseinrichtungen für Schüttgüter zur Verladung von LKW auf Schiffe, eine Straßenfahrzeugwaage mit zwei parallelen Waagenbrücken, sowie ein Trockenumschlagsplatz und zwei Trocknungsanlagen für Körnerfrüchte zur Verfügung.
Durch zwei mächtige Hallenlager mit 23.500 m² Lagerfläche, zwei Dutzend Silos und 7.500 m² Freilagerflächen können auch mehrmonatige Betriebspausen auf dem Kanal abgefedert werden. Weiterhin befinden sich auf dem Gelände Lagerhallen für Düngemittel, eine Düngermischanlage sowie Lagertanks für Flüssigdünger.
Zwei Gütermotorschiffe können dort an 260 m gespundetem Pier gleichzeitig abgefertigt werden und ein weiteres bis zu 70 m Länge stillliegen.
Ein Bahnanschluss für den Güterverkehr besteht dort nicht. In etwa 250 m Entfernung gibt es eine ÖPNV-Anbindung. Der Straßenverkehr ist über Gemeindestraßen zu der Bundesstraße 71 hin erschlossen.